# Parafia greckokatolicka Świętych Apostołów Piotra i Pawła w Chobieni
Parafia Świętych Apostołów Piotra i Pawła w Chobienii – parafia greckokatolicka w Chobienii. Parafia należy do eparchii wrocławsko-koszalińskiej i znajduje się na terenie dekanatu legnickiego.

## Historia parafii
Parafia Świętych Apostołów Piotra i Pawła funkcjonuje od 1988 r., i od tego roku prowadzone są księgi metrykalne.

## Świątynia parafialna
Nabożeństwa odbywają się w kościele rzymskokatolickim pw. Św. Apostołów Piotra i Pawła.